# دانييل زيلهوبر
دانييل أولفيرا زيلهوبر (بالإنجليزية: Daniel Olvera Zellhuber؛ مواليد 7 يوليو 1999) هو مُقاتل فنون قتالية مختلطة مكسيكي.

## وصلات خارجية
- دانييل زيلهوبر على موقع يو إف سي (الإنجليزية)
- دانييل زيلهوبر على موقع شيردوغ (الإنجليزية)
- دانييل زيلهوبر على موقع Tapology.com (الإنجليزية)